# カリフォルニア征服

1847年のメキシコの地図、アルタ・カリフォルニアが入っている

カリフォルニア征服（カリフォルニアせいふく、英: Conquest of California、あるいはアルタ・カリフォルニア征服）は、米墨戦争の1846年に、現在のアメリカ合衆国カリフォルニア州、当時のメキシコ領アルタ・カリフォルニアをアメリカ合衆国が奪った行動である。1846年から1847年初期に起きた一連の小さな戦闘によって完遂された。

## 歴史

### 始まり
1846年5月13日、アメリカ合衆国とメキシコの間で宣戦が布告されたとき、戦争の報せがカリフォルニアに届くまでにはほぼ2か月を要し、7月の半ばになった。モントレーに駐在していたアメリカの領事トマス・O・ラーキンは、戦争の話を聞いたときに、ホセ・カストロが指揮するメキシコの小さな守備隊との間に平和を保とうとした。アメリカ陸軍のジョン・C・フレモントが約60名の武装した兵士と共に1845年12月にカリフォルニアに入ってきており、メキシコとの戦争が避けられないという知らせを受けたときには、緩りとオレゴンに進行していた。

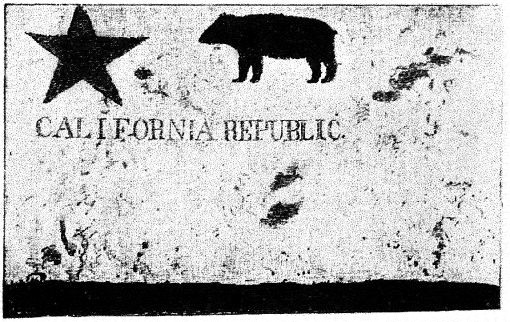
最初の「ベア・フラッグ」の複製、現在はエル・プレシディオ・デ・ソノマ（ソノマ兵舎）にある

#### ベア・フラッグ革命
1846年6月14日、30名ほどの開拓者、その大半はアメリカ人が、ソノマにあったメキシコ軍駐屯地で反旗を翻し占領した。彼らはベア・フラッグを作り、ソノマの町に掲げた。6月23日にアメリカ陸軍のフレモントが率いる部隊がその支配を引き継いだ。カリフォルニア州の旗はこの時のベア・フラッグのデザインを元にしており、「カリフォルニア共和国」という言葉を表示したままである。この共和国政府が組織化されたわけではなかったが、ベア・フラッグ革命はカリフォルニア州の伝承の一部となった。

#### 海軍の動きとカリフォルニアのメキシコ港掌握
米墨戦争の噂が確かなものになる以前に、アメリカ太平洋戦隊は当時のアメリカ海軍のおよそ半分に相当する艦船で補強されていた。アメリカ東海岸の港からホーン岬を回ってハワイ、あるいはカリフォルニアの港に行くには120日ないし200日間を要したので、この移動は実際に戦争が起こりそうな場合にはかなり前もって行っておく必要があった。当初アメリカ合衆国には太平洋側に港が無かったが、戦隊の艦船は海軍物資を供給する補給船を拠点にし、ハワイ諸島や太平洋岸の港に入って、食料を購入し、水を得ていた。戦隊に与えられていた命令は、戦争が起きた場合にカリフォルニアの港と都市を占領することだった。太平洋戦隊の指揮官ジョン・ドレイク・スロート代将は、米墨戦争の始まったことと、ソノマでベア・フラッグ革命が起きたという噂を耳にすると、その部隊に北カリフォルニアの港を占領開始するよう命じた。艦船USSサバンナ、USSサイアン、USSレバントが、1846年7月7日に、一発の砲弾も放つことなく、アルタ・カリフォルニアの首都モントレーを占領した。2日後の7月9日、USSポーツマスがサンフランシスコ（当時はイェルバ・ブエナ）を、これも一発の砲弾も放つことなく占領した。7月15日、スロートはその指揮権を更に攻撃的な指揮官であるロバート・ストックトンに渡した。7月中に宣戦布告が行われたというはっきりした知らせがストックトンのところに届いた。ストックトンの太平洋戦隊には、艦船数隻からの400ないし650名の海兵とブルージャックス（水兵）がおり、それがカリフォルニアにおける唯一の地上部隊だった。ストックトンの部下の残りは艦船に乗っておく必要があった。その海兵と水兵の小さな部隊を補うために、アメリカ陸軍地理工学兵団のジョン・C・フレモントに志願兵を組織させ、約160名のカリフォルニア大隊を編成することを認めた。この部隊が主に占領部隊として機能し、ストックトンの海兵と水兵を自由にした。カリフォルニア大隊の核はフレモントの遠征隊にいた約30名の陸軍兵士と、30名の斥候、元罠猟師、インディアン、地理学者、地形学者、地図学者だった。アメリカの海兵、水兵、民兵の部隊は容易に北カリフォルニア都市や港を占領していった。短時日の間に、モントレー、サンフランシスコ、ソノマ、サクラメントのサッター砦、その他小さな町を占領した。ほとんどすべての町を、一発の銃弾も放たずに抑えた。南部の都市や港も急速に従うことになり、ほとんど流血騒ぎも無かった。

#### カリフォルニアと戦争
アメリカがアルタ・カリフォルニアを占領する以前、「カリフォルニオ」と一般に呼ばれた約1,500人の地元ヒスパニック系住民（さらに約6,500人の女性と子供）が、ロサンゼルス周りの南カリフォルニアにいた。その多くは、860万エーカー (35,000 km2) を幾らか超える広さのランチョ（農園）455か所（ほとんど全て地元知事から友人に与えられていた）で生活しており、1つのランチョは平均18,900エーカー (76 km2) あった。北カリフォルニアには2,000人以上のアメリカ人移民（ほとんど成人男性）が住んでいた。その大半は政府の変更を承認し、ストックトンやフレモントの部隊に対して、僅かばかりの抵抗を示しただけだった。

#### ロサンゼルスの戦い
南カリフォルニアでは、メキシコのホセ・カストロ将軍とピオ・ピコ知事がロサンゼルスから逃亡した。1846年8月13日にストックトン隊が抵抗無しにロサンゼルスに入ったとき、ほとんど無血のカリフォルニア征服が完成したように見えた。しかし、ストックトンはロサンゼルスにあまりに少数の部隊（36名）を残したので、9月下旬にホセ・マリア・フローレスに率いられた独立系カリフォルニオ達が、アメリカの小さな守備隊に退去を強制した。
それから間もなく、ストックトンが派遣したウィリアム・マービン海軍大佐に率いられた増援200名が、10月7日から9日にサンペドロ近くで戦われたドミニゲス牧場の戦いで撃退され、14名の海兵が戦死した。一方、スティーブン・W・カーニー将軍に率いられた100名の竜騎兵隊は、ニューメキシコ、アリゾナおよびソノラ砂漠を苦闘して行軍した後にやっとカリフォルニアに到着したが、その数は減っていた。1846年12月6日、サンディエゴ近くでサンパスクァルの戦いを行い、このとき18名が戦死したが、カリフォルニアで行われた戦闘としてはアメリカ側の最大の損失となった。

#### 征服の完成
ストックトンはカーニーの包囲されていた部隊を救出し、その部隊を自部隊に引き入れて、サンディエゴから北に動いて1847年1月8日にロサンゼルス地区に入り、フレモント隊と合流してアメリカ軍は総勢660名となり、リオ・サンガブリエルの戦いでカリフォルニオと戦い、翌1月9日、ラ・メサの戦いを行った。3日後の1月12日、カリフォルニオの最後の数ある集団がアメリカ軍に降伏した。これがカリフォルニアでの戦争の終結となった。

## カリフォルニア征服の後

### カフエンガ条約
1847年1月13日、カフエンガ条約が締結され、実質的にカリフォルニアにおける敵対関係が終わった。この条約はホセ・アントニオ・カリリョが英語とスペイン語で起草し、カンポ・デ・カフエンガ（現在のロサンゼルス市ノースハリウッド）で、アメリカ軍ジョン・C・フレモント中佐と、メキシコ知事アンドレス・ピコが承認した。その後フレモントの上官であるロバート・ストックトン代将とスティーブン・カーニー将軍が批准した。

### カリフォルニアの補強
1846年7月、ニューヨーク州のジョナサン・D・スティーブンソンが、77名の小隊10個からなる志願兵連隊1個を立ち上げ、カリフォルニアで招集解除してそこに留まるという理解のもとにカリフォルニアに向かった。この部隊はニューヨーク第1連隊と呼ばれ、カリフォルニア方面作戦と太平洋岸方面作戦に参加した。1846年8月と9月、連隊はカリフォルニアに行くために訓練と準備を行った。民間商船3隻、トマス・H・パーキンス、ルー・チュー、スーザン・ドルーがチャーターされ、スループ艦USSプレブルが船団護衛に付いた。9月26日、4隻の船団がカリフォルニアに向けて出港した。様々な理由で後に残っていた50人が、1846年11月13日に小さな補給船USSブルータスで出港した。スーザン・ドルーとルー・チューは1847年1月20日にチリのバルパライソに到着し、1月23日にそこを出港した。トマス・H・パーキンスはサンフランシスコまでの途中どこにも寄港せず、ニューヨーク港を出てから183日後の1847年3月26日に到着した。ブルータスが到着したのは4月17日だった。
航海中の脱走や死亡によって、4隻に船でカリフォルニアに到着したのは648人だった。各中隊はサンフランシスコからラパス (バハ・カリフォルニア・スル州)まで、北部のアルタ・カリフォルニアと南部のバハ・カリフォルニア（海軍が占領したが、後の交渉で返還していた）に配置された。1846年8月16日にフィラデルフィアを出港したイサベラが100名の分遣隊を乗せ、1847年2月18日にカリフォルニアに到着しており、また翌年の同じ時期に、スウェーデンで別の分遣隊が到着した。これら兵士は、スティーブンソンのニューヨーク第1志願連隊の既存中隊に加えられた。これらの部隊が太平洋戦隊の陸上部隊と守備隊、およびカリフォルニア大隊守備隊任務のほとんど全てを肩代わりした。
モルモン大隊は米墨戦争の1846年7月から1847年7月まで従軍した。この大隊は534人から559人の末日聖徒イエス・キリスト教会員の志願兵部隊だった。モルモン中隊の士官が率い、アメリカ陸軍正規兵上級士官が指揮を執っていた。その従軍中にアイオワ州のカウンシルブラフスからカリフォルニア州サンディエゴまで、2,000マイル (3,200 km) 近い大変な行軍を行った。アメリカ陸軍史の中でも最長クラスの単一行軍記録となっている。
モルモン大隊は、アイオワ州から1,900 マイル (3,000 km) ほどの行軍後に、1847年1月29日にサンディエゴに到着した。除隊となる1847年7月16日までその後の5か月間はロサンゼルス市におり、訓練を行い、南カリフォルニアの数か所で守備隊任務に就いていた。モルモン大隊の除隊したメンバーはジョン・サッターが製材所を建設するのを手伝っており、そこで1848年1月に金が発見されてカリフォルニア・ゴールドラッシュが始まった。
1847年1月、陸軍中尉のウィリアム・シャーマンと100名の正規兵部隊がモントレーに到着し、カリフォルニアにアメリカ軍正規兵が次々と流れ込む初めとなった。

### グアダルーペ・イダルゴ条約
1848年2月に調印されたグアダルーペ・イダルゴ条約で米墨戦争が終わった。この条約では、メキシコが正式にアルタ・カリフォルニアと共にテキサスまでの北部領土をアメリカ合衆国に割譲したのと引き換えに、1,500万米ドルを受け取った。当時人の住まない領土だったカリフォルニアは、新領土の半分近くあり、当時の人口では約450万人の約1%が住むところだった。